# Rhopalodes variegata
Rhopalodes variegata är en fjärilsart som beskrevs av W. Warren 1900. Rhopalodes variegata ingår i släktet Rhopalodes och familjen mätare. Inga underarter finns listade.